# Kastanéa (ort i Grekland, Peloponnesos)
Kastanéa (Kastania) är en ort i Grekland.   Den ligger i prefekturen Nomós Korinthías och regionen Peloponnesos, i den södra delen av landet, 120 km väster om huvudstaden Aten. Kastanéa ligger 940 meter över havet och antalet invånare är 107.
Terrängen runt Kastanéa är kuperad åt nordväst, men åt sydost är den bergig. Runt Kastanéa är det glesbefolkat, med 11 invånare per kvadratkilometer. Närmaste större samhälle är Lávka, 3,6 km söder om Kastanéa. 